# Bellardia vulgaris
Bellardia vulgaris is een vliegensoort uit de familie van de bromvliegen (Calliphoridae). De wetenschappelijke naam van de soort is voor het eerst geldig gepubliceerd in 1830 door Robineau-Desvoidy.